# جيمس لوس كينغسلي
جيمس لوس كينغسلي (بالإنجليزية: James Luce Kingsley)‏ هو باحث في تاريخ العصور الكلاسيكية وأمين مكتبة أمريكي، ولد في 28 أغسطس 1778 في Scotland, Connecticut ‏ في الولايات المتحدة، وتوفي في 31 أغسطس 1852 في نيو هيفن في الولايات المتحدة.